# Vivanco Gruppe

Logo bis 2012

Die Vivanco Gruppe mit Sitz in Ahrensburg ist ein Anbieter für Geräte und Verbindungszubehör in Europa. Das Unternehmen entwickelt, beschafft und liefert Zubehör aus den Segmenten Unterhaltungselektronik sowie Informationstechnologie und Telekommunikation. 
Zu Vivanco gehören unter anderem die Marken aircoustic, Babyfon, bazoo, teccus, titan, pouch und Prowire.

## Geschichte
Vivanco wurde 1920 als offene Handelsgesellschaft de Vivanco & Co. von Edgar und Gustavo de Vivanco in Hamburg gegründet; zunächst für den Import philippinischer Produkte nach Deutschland und Export deutscher Produkte in die Philippinen sowie den Transit von Hanfseilen in die Schweiz und Tabak in die Niederlande, nach Belgien und Algerien.
In den 1970er Jahren begann der Import von elektrischen Konsumgütern sowie der Vertrieb von Produkten unter der Marke Vivanco über ein eigenes Vertreternetz in Deutschland, 1980 dann der Einstieg in das Zubehörgeschäft für Unterhaltungselektronik.
1997 erfolgte die Umfirmierung in die Vivanco Gruppe Aktiengesellschaft. Im Jahr 1999 folgte die Erstnotierung an der Frankfurter Wertpapierbörse. Heute umfasst die Vivanco Gruppe AG nicht nur den Hauptsitz in Ahrensburg bei Hamburg, sondern auch eigene Tochtergesellschaften in Österreich, der Schweiz, Großbritannien, den Niederlanden, Polen, Frankreich, Spanien und China. Seine Produkte vertreibt Vivanco über eigenen Tochtergesellschaften, ein deutschlandweites Vertriebs- sowie weltweites Distributionsnetzwerk.
Am 29. März 2011 hat die Ship Group bzw. deren deutsche Tochter Xupu Electronics Technology GmbH, Ningbo/China mit dem bisherigen Mehrheitsaktionär der Vivanco Gruppe AG, LSF Irish Holdings III Limited, einen Kauf- und Übertragungsvertrag zur Übernahme von 66,67 Prozent der Aktien der Vivanco Gruppe AG unterzeichnet.
Die Ship Group hat unter anderem Werke in China, die elektronische Zubehörprodukte herstellen und ist mit über 200 Mio. Euro Jahresumsatz in diesem Segment einer der größten Anbieter. Sie ist mit vielen Produkten seit mehreren Jahren ein bedeutender Lieferant der Vivanco Gruppe AG. Herr Wenyang Zhang, Vorstandsvorsitzender der Ningbo Ship Investment Group Ltd, Ningbo, Volksrepublik China sowie der Zhejiang Ship Electronics Technology Co., ltd, Zhejiang, Volksrepublik China wurde am 25. August 2011 auf der Hauptversammlung der Vivanco Gruppe AG zum Aufsichtsratsvorsitzenden gewählt.

## Aktionärsstruktur
| Anteil  | Anteilseigner                                         |
| ------- | ----------------------------------------------------- |
| 83,00 % | Xupu Electronics Technology GmbH                      |
| 5,00 %  | Philipp Oliver Gerding                                |
| 3,89 %  | NORD Holding Unternehmensbeteiligungsgesellschaft mbH |

Stand: 31. März 2013